# Піхтовніков Ростислав В’ячеславович
Ростислав В’ячеславович Піхтовніков (6 жовтня 1907, с. Мелихово Білгородського повіту Курської губернії Російської імперії — 11 грудня 1972, Харків, СРСР) — фахівець у галузі авіабудування, оброблення матеріалів тиском. Доктор технічних наук (1954), професор (1955). Заслужений діяч науки і техніки УРСР (1968). Державна премія СРСР (1985, посмертно). Державні нагороди СРСР.

## Життєпис
Народився 6 жовтня 1907 року у селі Мелихово Білгородського повіту Курської губернії Російської імперії (нині Бєлгородська область, РФ).
Пройшов навчання у першому випуску студентів Харківського авіаційного інституту (1930–1935), отримав диплом інженера-механіка та залишився працювати на кафедрі виробництва літаків. Від 1935 до 1940 — асистент кафедри технології літакобудування, заступник декана факультету літакобудування Харківського авіаційного інституту. 1939 року захистив кандидатську дисертацію в Московському вищому технічному училищі ім. М. Е. Баумана (тема дисертації «Давление прижима в процессе глубокой вытяжки листового металла»).
Під час евакуації разом з інститутом перебував у місті Казань, займався організацією навчального процесу у Харківському авіаційному інституті. Займав посади доцента кафедри технології літакобудування, декана факультету літакобудування (1940–1942), завідувача кафедри технології металів, в.о. завідувача кафедри виробництва літаків (1942), завідувача кафедри технології літакобудування (1942–1954). Від 1942 до 1968 – заступник директора, від 1962 – проректор з науково-дослідної роботи Харківського авіаційного інституту. Науковий ступінь доктор технічних наук здобув 1951 року (тема дисертації «Штамповка-вытяжка и обтяжка взрывом. Теоретическое и экспериментальное исследование»), з 1955-го – професор. 
Помер 11 грудня 1972 року у Харкові.

## Наукова робота
Фундатор науково-технологічного напряму оброблення матеріалів імпульсними джерелами енергії (винахід 1949 року). Став основоположником нового наукового напряму, що розвинувся в наукову школу світового масштабу під назвою «Обробка матеріалів імпульсними джерелами енергії». У 1949–1951 роках – докторант Інституту металургії ім. О. О. Байкова АН СРСР. 1953 року захистив докторську дисертацію, яка стала першою дисертацією нового напряму. 1955-го його було затверджено у вченому званні професора на кафедрі технології металів і металознавства. Дав наукове обґрунтування процесам високошвидкісного оброблення матеріалів імпульсом ударного тиску, створив матеріальну базу напряму – імпульсні технології та функціонально відповідне обладнання до них (1946–1960). Від 1954 до 1972 – завідувач кафедри технології металів і металознавства Харківського авіаційного інституту (від 1967-го – кафедра технології металів і авіаційного матеріалознавства).
Професору Піхтовнікову вдалося сформувати колектив, який став науковим центром з питань високошвидкісної обробки металів у СРСР. З метою привернення уваги промислової та наукової громадськості до розробок ХАІ, 1961 року було організовано Перший Всесоюзний семінар з обробки матеріалів імпульсними навантаженнями.
Був заступником голови тематичних наукових рад (секція імпульсних технологій) Державного Комітету з науки і техніки при Раді Міністрів СРСР, входив до складу Наукової ради з проблеми «Економічне використання вибуху» при Президії Академії наук СРСР (1961). У 1963 році Піхтовнікова було призначено науковим керівником Проблемної науково-дослідної лабораторії з використання імпульсних джерел енергії у промисловості (ПНДЛ). За розробками співробітників цієї лабораторії було реалізовано технологію вибухового штампування пластин на спеціально спроектованому вибуховому пресі. Велику допомогу підприємствам, які освоювали нові зразки виробів з великогабаритними листовими деталями, для штампування яких ще не було обладнання, надавав дослідно-експериментальний полігон імпульсного штампування ХАІ, який був оснащений різними типами універсального технологічного обладнання для вибухового штампування, розробленого та апробованого в ХАІ. Вперше застосував вибух для оброблення металів тиском.
1967 року був учасником та дипломантом виставки ЕКСПО-67, яка проходила у Монреалі (Канада), на якій була представлена автоматизована гідродинамічна гармата (енергоносій – порох). 1969-го – учасник виставки досягнень народного господарства (м. Москва), де було презентовано діючу модель автоматизованої робочої зони вибухової ділянки (енергоносій – бризантні вибухові речовини).
Науковий доробок Ростислава Піхтовнікова становить 43 праці, його робота «Штампування листового металу вибухом» (1964) стала першою у світі монографією з цього питання. Йому належать 7 авторських свідоцтв, 4 патенти на винаходи, отримані у Великій Британії, США та Німеччині. 2019 року було видано біобібліографічний показник у видавництві ХАІ «Профессор Пихтовников Ростислав Вячеславович: биобиблиогр. указатель».

### Публікації
- О потере устойчивости заготовкой в процессе глубокой вытяжки листового металла / Р.В. Пихтовников // Харьковский авиационный институт им. ОСОАВИАХИМА . Научные записки. - Харьков,1940 . – Т. 2. – Вып. 3(6). – С. 45–59
- Харьковский авиационный институт имени ОСОАВИАХИМА / Р.В. Пихтовников // Ученые Харькова к годовщине освобождения родного города. – Харьков, 1944. – С. 39–42
- Проблема устойчивости при глубокой вытяжке листового металла / Р.В. Пихтовников // Научно-техническая конференция (1944; Харьков). Научно-техническая конференция Харьковского авиационного института, дек. 1944 г.: тез. докл. / НКАП-СССР, Харьк. авиац. ин-т . – Харьков, 1944. – С. 37–38
- I Учебно-методическая конференция, 21-24 мая 1946 г.: тез. докл. / Учебно-методическая конференция (1, 1946; Харьков); М-во высшего образования, Харьк. авиац. ин-т. – [Харьков]. – [б. и.]. – [1946]. – 18 c.
- III Научно-техническая конференция, 15-17 апреля 1947 г.: тез. докл. / Научно-техническая конференция (3, 1947; Харьков); М-во высш. образования СССР, Харьк. авиац. ин-т. – [Харьков]. – [б. и.], 1947. – 13 c.
- V Научно-техническая конференция: тез. докл. / конференция Научно-техническая, Харьков) 1949; ; М-во высш. образования СССР, Харьк. авиац. ин-т. – Харьков. – [б. и.], 1949. – 23 с.
- Некоторые вопросы теории однопереходной штамповки-вытяжки / Р.В. Пихтовников // Харьковский авиационный институт. Труды / МВО УССР, ХАИ. – Харьков, 1957. – Вып. 17. – С. 63-90.
- Сверхскоростная штамповка-вытяжка листового металла / Р.В. Пихтовников // Харьковский авиационный институт. Труды / МВО УССР, ХАИ. – Харьков, 1957. – Вып. 17. – С. 3–9.
- Применение низких температур в технологических процессах / Р.В. Пихтовников // Харьковский авиационный институт. Труды / МВ и ССО СССР, ХАИ. – Харьков, 1960. – Вып. 20. – С. 9–12
- Исследование результатов магнитографического метода контроля сварных стыков труб поверхностей нагрева паровых котлов и сопоставление их с данными металлографических испытаний: отчет о НИР: 208-/60 / М-во высш. и сред. спец. образования УССР, Харьк. авиац. ин-т; рук. Пихтовников Р. В.; исполн.: Лысенко М.Д., Пилипец Ю.Г., Воробьев И.М. – Х., 1960. – 80 с.
- Перспективы развития обработки металлов взрывом / Р.В. Пихтовников // Новое в технологии штамповочного производства / Ин-т технической информации; под общ. ред. Р.В. Пихтовникова. – К.,1961. – С. 12–16
- Штамповка листового металла взрывом / Р.В. Пихтовников, В.И. Завьялова. – М. – Машиностроение, 1964. – 176 с.
- Использование энергии взрыва в машиностроении / Гос. плановый ком. Сов. министров УССР, Укр. науч. – исследоват. ин-т науч. – техн. информ. и технико – эконом. исслед., Центр. бюро техн. информ., Харьк. авиац. ин-т; под ред. Р. В. Пихтовникова. – К., 1967. – 88 с.
- Исследование технологических особенностей процесса изготовления специальных деталей из титановых сплавов методом взрыва с целью увеличения ресурса изделий: отчет о НИР: 5-7/67 / М-во высш. и сред. спец. образования СССР, Харьк. авиац. ин-т; науч. рук. Пихтовников Р.: исполн.: Филахтов Ф. – Х., 1968. – 94 с.
- Все для людей: [Люкевич Д.О.] / Р. Піхтовніков // За авіакадри. – 1970. – 9/10. – С. 2
- Безбассейновая листовая штамповка взрывом. Х., 1972 (співавт.)
- Перспективы развития листовой штамповки взрывом / Р. В. Пихтовников, В. К. Борисевич // Импульсная обработка металлов давлением: сб. ст. / под ред. В.К. Борисевича. – М., 1977. – С. 4-7.

## Нагороди та відзнаки
- 1945 — Орден Червоної Зірки
- 1945 — Медаль «За доблесну працю у Великій Вітчизняній війні 1941—1945 рр.» Президії Верховної Ради СРСР
- 1954 — Доктор технічних наук
- 1955 — Професор
- 1961 — Медаль «За трудову доблесть»
- 1967 — Орден Леніна
- 1968 — Заслужений діяч науки і техніки УРСР
- 1985 — Державна премія СРСР (посмертно)